# 朝鲜公司列表

朝鲜的地理位置

朝鲜民主主义人民共和国是东亚国家，位于朝鲜半岛北部。该国2024年前声称对大韩民国（平壤官方称“南朝鲜”）拥有主权。随着时间的推移，朝鲜逐渐脱离共产主义道路。主体思想是“自力更生”的意识形态，1972年将其以“创造性地运用马列主义”的名义写入宪法。生产资料通过国有企业和集体农场掌握在政府手中。大多数服务，如医疗保健、教育、住房和食品生产，都得到补贴或国家资助。从1994年到1998年，朝鲜发生饥荒，饿死者约在2400人至350万人之间，目前该国仍然在粮食生产方面进行斗争。朝鲜奉行先军政治。该国是军事和准军事人员数量最多的国家，现役军人、预备役人员和准军事组织成员合计有949.5万人。朝鲜现役军人有121万，居世界第四位，仅次于中、美、印。
鉴于朝鲜实施计划经济，朝鲜境内的企业相对较少且皆为国有。

## 知名公司
此列表包括总部位于朝鲜的著名公司。行业和部门遵循行业分类基准分类法。已停止运营的组织包括在内，并注明为已停业。
| 名称                           | 行业     | 领域           | 总部 | 成立时间 | 注释                                 |
| ------------------------------ | -------- | -------------- | ---- | -------- | ------------------------------------ |
| 高丽航空                       | 服务业   | 航空公司       | 平壤 | 1950     | 载旗航空公司                         |
| 朝鲜民主主义人民共和国中央银行 | 金融     | 银行           | 平壤 | 1959     | 中央银行                             |
| 外文综合出版社                 | 服务业   | 出版社         | 平壤 | 1949     | 出版社                               |
| 朝鲜外贸银行                   | 金融     | 银行           | 平壤 | 2005     | 银行                                 |
| 金锺泰电力机车联合企业         | 工业     | 铁路运输       | 平壤 | 1945     | 铁路                                 |
| 朝鲜电脑研究中心               | 科技     | 互联网         | 平壤 | 1990     | 信息技术研究，互联网                 |
| 通用化学品贸易公司             | 基础材料 | 小商品化学品   | 平壤 | 待考     | 化工集团、塑料                       |
| 通用机械贸易株式会社           | 工业     | 多元化产业     | 平壤 | 待考     | 机床、水力发电                       |
| 通用镁砂熟料产业集团           | 基础材料 | 有色金属       | 平壤 | 待考     | 重工业集团、有色金属、矿山           |
| 通用锌产业集团                 | 基础材料 | 有色金属       | 平壤 | 待考     | 有色金属、采矿                       |
| 矿业开发贸易公司               | 工业     | 国防           | 平壤 | 待考     | 国有军火商                           |
| 平和综合公司                   | 消费品   | 服装服饰       | 平壤 | 待考     | 轻工集团、服装、帆布背包、箱包       |
| 新興貿易商社                   | 消费品   | 耐用的家用产品 | 平壤 | 待考     | 家用电器和家具                       |
| 西京贸易公司                   | 消费品   | 烟草           | 平壤 | 待考     | 地毯、烟草                           |
| 银河贸易公司                   | 消费品   | 服装服饰       | 平壤 | 待考     | 进出口，纺织品                       |
| 朝鮮外國船舶事業會社           | 工业     | 海上运输       | 平壤 | 1956     | 航运、领航、物流                     |
| 高丽电信                       | 通信     | 移动通信       | 平壤 | 2008     | 3G提供商，荷兰Veon公司的子公司       |
| 万寿台创作社                   | 服务业   | 广播与娱乐     | 平壤 | 1959     | 艺术工作室                           |
| 萬壽臺海外開發會社             | 工业     | 大型施工企业   | 平壤 | 1967     | 纪念碑和纪念馆，万寿台创作社的一部分 |
| 我的故乡                       | 各种     | 各种           |      |          | 多行业企业集团                       |
| Noko Jeans                     | 消费品   | 服装服饰       | 平壤 | 2007     | 朝鲜第一家牛仔裤生产公司，2011年停业 |
| 第一信息技术联合公司           | 计算机   | 计算机服务     | 平壤 | 2008     | 信息技术合资企业                     |
| 玉流馆                         | 服务业   | 餐厅           | 平壤 | 1960     | 平壤的餐厅                           |
| 平壤馆                         | 服务业   | 餐厅           | 平壤 | 待考     | 连锁餐厅                             |
| 平壤口香糖厂                   | 消费品   | 食品           | 平壤 | 2003     | 口香糖                               |
| 朝鲜连峰总会社                 | 工业     | 工业机械       | 平壤 | 待考     | 机器/材料出口                        |
| SEK工作室                      | 服务业   | 广播与娱乐     | 平壤 | 1957     | 动画                                 |
| 胜利汽车制造厂                 | 工业     | 工业机械       | 德川 | 1950     | 电机                                 |
| 太阳网                         | 通信     | 移动通信       | 平壤 | 2002     | 移动网络，2010年停业                 |
| 大同江啤酒厂                   | 消费品   | 酿酒           | 平壤 | 2000     | 酿酒                                 |
| 朝鮮大豊國際投資集团           | 金融     | 投资服务       | 平壤 | 待考     | 投资                                 |

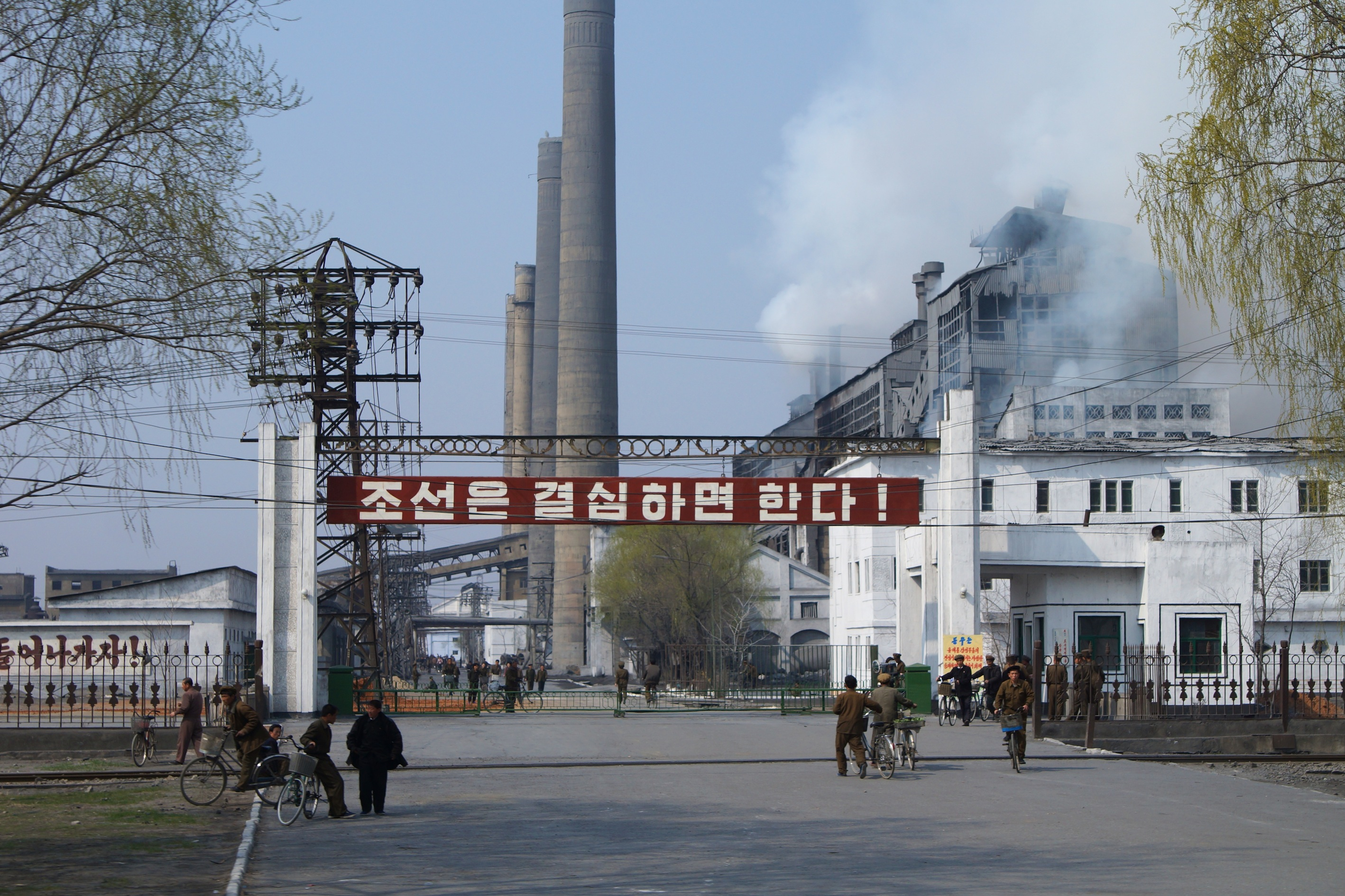
咸兴的工业厂房。
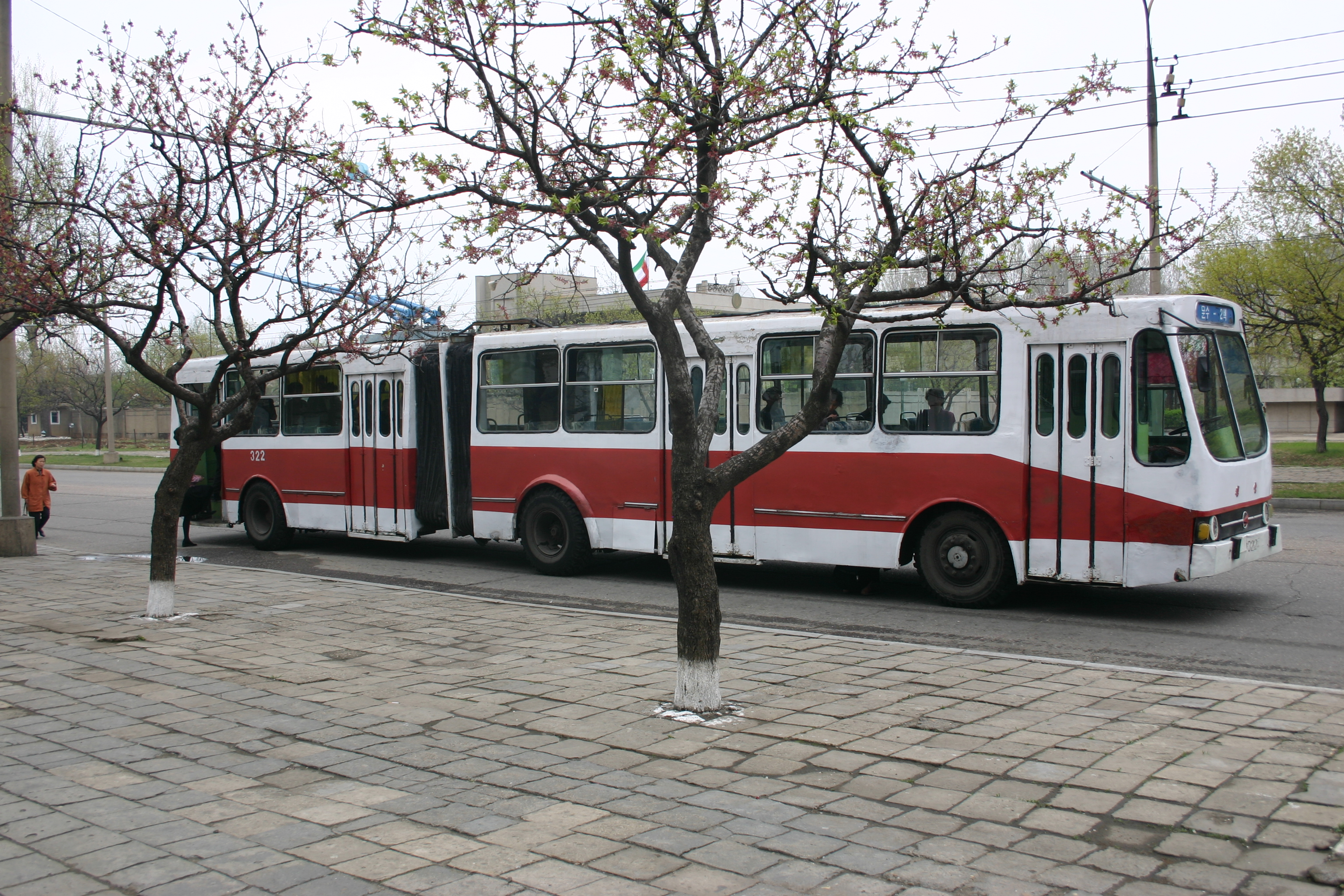
朝鲜制造的千里马90型无轨电车。